# Planina
 Ovo je glavno značenje pojma Planina. Za druga značenja pogledajte Planina (razdvojba).
Planine ili gore su u geografskom smislu uzdignuti dijelovi Zemljine kore, viši od 500 m. Prema starosti dijelimo ih na stara i mlada gorja. Mlada su uglavnom strmija i viša, a stara blaža i niža.

## Nastanak planina
Planine nastaju i oblikuju se tektonskim procesima koje dijelimo na endogene ili unutrašnje (seizmička i vulkanska aktivnost) i egzogene ili vanjske (erozija, denudacija, korazija).
Sedam glavnih ploča koje tvore Zemljinu koru guraju se brzinom rasta nokta velikom silom. Svaka od njih predstavlja kontinent ili ocean. Budući da Zemljine ploče neprekidno plove planetom, stalno udaraju jedna o drugu. Upravo u tim sudarima nastaju veliki planinski lanci.
Kad se oceanska ploča podvuče pod kontinentalnu, njezine stijene se počinju taliti jer bivaju gurnute u dublje, toplije dijelove zemlje, a dio tih rastaljenih stijena pretvara se u niz vulkana na površini. Tako nastali vulkani tvore lanac mlađih planina, poput Anda na zapadnoj obali Južne Amerike i gorja Cascades na zapadnoj obali Sjeverne Amerike. Istodobno, kontinentalna ploča koja je nasjela na oceansku počinje se gužvati na rubu i nastaju nove planine. Sudarom dviju kontinentalnih ploča nastaje nabrano gorje. Svi veliki svjetski planinski lanci stvoreni su velikim nabiranjem i gužvanjem stijena. Intenzitet nabiranja je manji što je planina udaljenija od zone sudara pa tu nastaju manje nabrane planine.
Najveća, a ujedno i jedna od mlađih planina Himalaja, nastala je sudarom dviju kontinentalnih ploča. S obzirom na to da se Indijski potkontinent podvlači pod ostatak Azije, Himalaja i dalje raste i to 1 cm na godinu. Iz tog razloga Azija se diči najvišim vrhovima na svijetu. Čak 14 njih viših je od 8000 metara.

## Zub vremena
Dok sile u unutrašnjosti Zemlje stvaraju novi planinski lanac, postojeće planine u svijetu polako nestaju zahvaljujući eroziji i gravitaciji.
Za otprilike 40 milijuna godina rijeke i ledenjaci smanjit će moćnu Himalaju na visinu američkog Stjenjaka, a za 400 milijuna godina bit će poput škotskih visoravni.
Ipak, nezaustavljivo pomicanje ploča s vremenom će stvoriti novi veliki planinski lanac koji će nasljediti Himalaje. Tako nastaju i nestaju svi veliki planinski lanci.

## Najviši vrhovi

### Najviši vrhovi svijeta
- Mount Everest – 8848 m, Nepal / Kina

- K2 (Chogori ili Godwin Austen) – 8661 m, Pakistan / Kina

- Kangchenjunga – 8585 m, Nepal / Indija

- Lhotse – 8501 m, Nepal / Kina

- Makalu – 8481 m, Nepal / Kina

### Najviši vrhovi po kontinentima
- Afrika, Kilimanjaro – 5895 m, Tanzanija

- Antarktika, masiv Vinson – 5140 m

- Azija, Mount Everest – 8848 m, Nepal / Kina

- Australija, Kosciusko – 2230 m, New South Wales

- Europa, Elbrus – 5638 m, Ruska Federacija (Zapadna Europa, Mont Blanc – 4807 m, Francuska)

- Sjeverna Amerika, Mount McKinley – 6194 m, Aljaska

- Južna Amerika, Aconcagua – 6962 m, Argentina / Čile

## Zanimljivosti
Planina Mons Olympus na Marsu s visinom od 28 000 m smatra se najvišom planinom Sunčevog sustava.

## Poveznice
- Hrvatske planine
- Planinarstvo
- Hrvatski nacionalni parkovi i parkovi prirode